# Tunong (Keumala)
Tunong is een bestuurslaag in het regentschap Pidie van de provincie Atjeh, Indonesië. Tunong telt 626 inwoners (volkstelling 2010).